# Friedrich Gielczewsky
Friedrich Gielczewsky lub Friedrich Salomon Gielczewski (ur. 17 stycznia 1768 r. w Iławie Małej, zm. po 1829) – kupiec wrocławski, fabrykant oraz wynalazca.

## Rodzina
Był synem producenta papieru Salomona Gielczewsky'ego, miał dwoje rodzeństwa. Salomon był właścicielem miejscowej fabryki papieru, którą kupił od hrabiego Redern z Małomic za 3000 talarów i którą zmodernizował instalując (jako pierwszy na Śląsku) żelazną prasę do wyciskania wody z papieru, za co otrzymał nagrodę w 1747. Friedrich właścicielem fabryki został w roku 1782, po śmierci ojca (8 września tego roku). Friedrich zrujnował ojcowską papiernię i musiał ją sprzedać jej kierownikowi, Karlowi Frassowi, 21 października 1814 roku.

## Życiorys
30 października 1808 roku radca wojenny von Cölln z Pruskiej Izby Wojennej i Majątkowej w Głogowie doniósł ministrowi vom Stein w Berlinie:
„Fabrykant Gielczewsky z Iławy k/Szprotawy, właściciel fabryki papieru, od lat pracuje nad praktyczną realizacją swojego pomysłu sterowanego balonu powietrznego. Mniema on, że jest u celu swego dążenia. Koszty próby rzędu 1000 talarów chce pokryć z własnych środków. Przy tym twierdzi on, że jego wynalazek jest bardzo prosty i każdy kto uczestniczyłby przy próbach, mógłby sam zrobić użytek z wynalazku. Dlatego to prosi on o królewski żelazny patent, aby przez kilka lat od momentu kiedy Jego Wysokość na to zezwoli, nikt nie mógł budować podobnych balonów powietrznych. Przy tym zapytuje on Waszą Wysokość, czy sprawa ma być załatwiona publicznie czy poufnie… Mogę po drodze urzędowej zaświadczyć, że Gielczewsky jest przy zdrowych zmysłach, jak też solidnym, prawym i zamożnym człowiekiem, który od lat poświęcał się astronomii, fizyce i chemii. Aparaty i przyrządy do eksperymentów pozyskuje sam za poważne sumy pieniędzy.”
Okazywane pierwotnie projektowi zainteresowanie pruskich urzędników (zarządzono nawet podjęcie przygotowań do rozpoczęcia prób), ustąpiło wkrótce urzędniczej inercji. Pomimo ponawianych kilkakrotnie wniosków, Gielczewsky'emu ani nie wydano patentu, ani nie podjęto decyzji od dofinansowaniu prac, co było tym bardziej istotne, że z biegiem czasu zubożał. Po 27 sierpnia 1829 zmarł w bliżej nieznanych okolicznościach i miejscu. 
Wszystkie plany i rysunki modeli, które zostały przesłane do urzędów, zaginęły lub uległy zniszczeniu. Zachowały się jedynie szczątkowe opisy koncepcji projektowej z 15 maja 1817 roku oraz z 19 lipca 1823 roku, z których nie można określić zasady funkcjonowania wehikułu Gielczewsky'ego. Do napędu statku zamierzał on użyć drogiej i niebezpiecznej substancji palnej, której nazwa nie została ujawniona. Statek miał składać się z dwóch części: unoszącej oraz napędowej i poruszać się w myśl dwóch zasad: „lżejszy jak powietrze” i „cięższy jak powietrze”. 
Wezwany przez urzędników do podania przeznaczenia projektu, Gielczewsky wskazał m.in. jego strategiczne zastosowanie jako broni powietrznej przeciwko okrętom, co wyprzedzało ówczesną epokę o ponad 100 lat. 
Charakter wynalazku Gielczewsky'ego pozostał nieznany.